# Siag Office
Siag Officeは、Unix系オペレーティングシステム (OS) のための、よく統合された自由ソフトウェアのオフィススイートである。表計算ソフトのSIAG ("Scheme In A Grid")、ワープロソフトのPathetic Writer (PW)、アニメーションプログラムのEgon Animator、テキストエディタのXedPlus、ファイルマネージャのXfiler、プレビューアーのGvuからなる。
Siag Officeは軽量なことで有名で、i486CPUに16MBのメモリを搭載する古いシステムでも動作する。しかし、この軽量さを保つために、LibreOffice、Calligra Suite、Microsoft Officeにある多くの機能を欠いている。Siag OfficeはGPLライセンスで配布されている。
バージョン3.6.0は2003年にリリースされ、最新のバージョン3.6.1は2006年にリリースされた
。また、Siag Officeは軽量LinuxディストリビューションのDamn Small Linuxに含まれている。

## コンポーネント

### Siag
Siagは、X Window SystemとSchemeプログラミング言語を基にした表計算ソフトである。プログラムはいくつかのシステム向けに存在する。SunOSへのテキストベースのもの、AtariのためのGEMベースのもの、XlibベースのLinux向けのもの、XtベースのPOSIX互換システム向けのものなどである。

### PW
PW (Pathetic Writer) はXをベースとしたUnixのためのワープロソフトである。RTFをサポートし、これはPathetic Writerと古いWindowsアプリケーションの間でドキュメントを交換することを可能にしている。

### Egon Animator
Egon Animatorは、XをベースにしたUnixのためのアニメーションの開発ツールである。"オブジェクト"（矩形、線、ピクスマップなど）観念を用いており、MagicPointファイルを用いることもできる。